# Токо Каудио
То̀ко Ка̀удио (на италиански: Tocco Caudio) е село и община в Южна Италия, провинция Беневенто, регион Кампания. Разположено е на 500 m надморска височина. Населението на общината е 1570 души (към 2010 г.).